# Karel Willem Frederik van Brandenburg-Ansbach
Karel Willem Frederik van Brandenburg-Ansbach bijgenaamd de Wilde Markgraaf (Ansbach, 12 mei 1712 – Gunzenhausen, 3 augustus 1757) was van 1723 tot aan zijn dood markgraaf van Brandenburg-Ansbach. Hij behoorde tot het huis Hohenzollern.

## Levensloop
Karel Willem Frederik was de zoon van markgraaf Willem Frederik van Brandenburg-Ansbach uit diens huwelijk met Christiane Charlotte, dochter van hertog Frederik Karel van Württemberg-Winnental. In 1723 volgde hij zijn vader op elfjarige leeftijd op als markgraaf van Brandenburg-Ansbach, wegens zijn minderjarigheid tot in 1729 onder het regentschap van zijn moeder.
Hij was een absolutistische vorst met een pronkvolle hofhouding en liet een enorme staatsschuld van 2,3 miljoen rijksgulden na. Dit kwam door twee zaken: zijn bouwwoede en zijn passie voor de valkenjacht, waar hij jaarlijks 10 procent van het staatsbudget aan besteedde. In 1730 gaf hij de opdracht aan architect Carl Friedrich von Zocha om in Triesdorf een valken- en reigershuis te bouwen. Na meningsverschillen met Zocha stelde hij Leopold Retti aan als hofarchitect. In opdracht van Karel Willem Frederik vernieuwde Retti het Slot van Ansbach en bouwde hij het Jachtslot van Gunzenhausen en het Jachtslot Georgenthal in Lindenbühl. Ook werden er onder zijn bewind 56 kerken en pastorijen gebouwd en liet Karel Willem Frederik tussen 1736 en 1738 de Sint-Gumbertuskerk van Ansbach bouwen.
In augustus 1757 overleed hij op 45-jarige leeftijd aan een beroerte.

## Huwelijk en nakomelingen
Op 30 mei 1729 huwde hij in Berlijn met Frederika (1714-1784), dochter van koning Frederik Willem I van Pruisen. Ze kregen twee zonen:
- Karel Frederik August (1733-1737)
- Karel Alexander (1736-1806), markgraaf van Brandenburg-Ansbach en Brandenburg-Bayreuth

Ook had hij vier buitenechtelijke kinderen met valkeniersdochter Elisabeth Wünsch (1710-1757). Hun zonen droegen de titel vrijheer van Falkenhausen:
- Frederik Karel (1734-1796)
- Wilhelmina Eleonora (1743-1768)
- Louise Charlotte (1746-1747)
- Frederik Ferdinand Lodewijk (1748-1811)